# 廣江站
廣江站（日语：／ Hiroe eki */?）是位於岐阜縣岐阜市加納南廣江町，名古屋鐵道名岐線的車站（廢站）。

## 歷史
- 1914年（大正3年）
  - 6月2日 - 美濃電氣軌道（日语：美濃電気軌道）笠松線起點站啟用[1]。
  - 12月26日 - 此站至新岐阜站之間開通[2]。
- 1930年（昭和5年）
  - 8月20日 - 美濃電氣軌道被名古屋鐵道（第一代）收購合併[3]。成為名古屋鐵道（第一代）笠松線所屬車站。
  - 9月5日 - 名古屋鐵道（第一代）改名為名岐鐵道[3]。成為名岐鐵道笠松線的所屬車站。
- 1935年（昭和10年）
  - 4月29日 - 須口站至新岐阜站之間的路線名稱定為名岐線。成為名岐鐵道名岐線所屬車站。
  - 8月1日 - 名岐鐵道改名為名古屋鐵道（第二代，現時）。成為名古屋鐵道名岐線所屬車站。
- 1948年（昭和23年）5月16日 - 豐橋站至新岐阜站之間的路線名稱定為名古屋本線。成為名古屋鐵道名古屋本線所屬車站。
- 1958年（昭和33年）1月10日 - 隨著加納站（當日從安良田町站改名而成）重開。此站只有普通列車停靠（參見#概況）。
- 1968年（昭和43年）1月7日 - 車站廢除[1]。

## 概況
此站原本是美濃電氣鐵道笠松線（現時：名古屋鐵道名古屋本線的一部分）起點站。後來當新岐阜站（現時：名鐵岐阜站）啟用後，特急和急行也停靠此站。
在1958年（昭和33年），車站靠近名鐵一宮站一方的安良田町站重開（該站於1944年（昭和19年）暫停營業），同時改名為加納站。當時重開的加納站已經是急行停車站。而由於此站只有2卡車廂長度的月台，因此被降級為只有普通列車停靠。後來，部分普通列車還通過此站。

## 相鄰車站的遷變
美濃電氣軌道
笠松線（開業時）
安良田町－廣江
笠松線（1914年12月26日，此站至新岐阜之間開通）
安良田町－廣江－加納（第一代）
名古屋鐵道
名岐線（1942年4月1日，當日起加納站（第一代）廢除）
安良田町－廣江－新岐阜
名岐線（1944年，安良田町站暫停營業）
茶所－廣江－新岐阜
名古屋本線（1958年1月10日，安良田町站改名為加納站重開，直至廣江站廢除前）
加納站（第二代）－廣江－新岐阜
※ 第一代加納站是位於此站靠近新岐阜站一方。現在（第二代）的加納站是靠近名鐵一宮站一方，當時是從安良田町站重開時改名。新岐阜站在此站廢除後一段長期間才改名為名鐵岐阜站。

## 注腳
1. 1 2  今尾惠介（監修）.  7 東海. 新潮社. 2008: 42. ISBN 978-4-10-790025-8 （日语）.
2. ↑  「軽便鉄道運輸開始及哩程異動」《官報》1915年1月11日（日語）（國立國會圖書館數碼化收藏）
3. 1 2  《官報》1930年11月13日（國立國會圖書館數碼化收藏）